# 園山ひかり
園山 ひかり（そのやま ひかり、 11月17日 - ）は、日本の女性声優。北海道出身。スワロウ準所属。

## 経歴
P's Voice Artist School 第2期生。2018年4月よりスワロウ所属。2018年5月、『消滅都市2』のユア役で声優デビュー。
声優デビュー以前はスーツアクターとして活動していた。

## 人物
趣味はカメラ、小説。特技はアクション、料理。好きなものはカレーのナン、スイーツ。

## 出演

### テレビアニメ
2018年
- Caligula -カリギュラ-（女子生徒B）
- 少女☆歌劇 レヴュースタァライト（生徒）
- その時、カノジョは。（ユカコ）

2019年
- BanG Dream!（ライブ客）
- 臨死!!江古田ちゃん（スーパーバイザーUさん）
- 消滅都市（ユア）
- Z/X Code reunion（秋保雫）

2021年
- 闘神機ジーズフレーム（女の子）

2022年
- CUE!（観客）

2023年
- 勇者が死んだ!（冒険者）
- 夢見る男子は現実主義者（白井乃々香）

2024年
- 来世は他人がいい（友人）

2025年
- 誰ソ彼ホテル（亡者）
- ゴリラの神から加護された令嬢は王立騎士団で可愛がられる（女子生徒）

### OVA
- 怪獣娘（黒）〜ウルトラ怪獣擬人化計画〜（2018年）[12]

### ゲーム
2018年
- 消滅都市2（ユア）

2019年
- 武器よさらば（アレム）
- RELEASE THE SPYCE secret fragrance（念珠）
- Z/X Code OverBoost（リルフィ）

2022年
- 逆転オセロニア（リアンツィール）

### ナレーション
- 「シガレット＆チェリー」「ガウちゃんといっしょ」コラボPV[1]

### MC
- 三森すずこ7thSG発売記念イベント「Jingle Child Mov.7」[1]
- みもパ！vol.4[1]
- 日本映像ソフト協会「百花繚乱上映会」[1]

### 舞台・朗読劇
- カーテンコール（2019年2月、築地本願寺ブディストホール）[17]
- スリーアウト～ホームラン篇～（2019年6月、新宿村LIVE）[18]
- WIP版「朗読 原爆詩集」（2019年8月）[19]
- スリーアウト～サヨナラ篇～（2019年9月、新宿シアターモリエール）[20]
- 白と黒の忘年会（2019年11月、新宿シアターモリエール）
- 足がなくて不安（2019年12、サンモールスタジオ）
- キズツクセカイ（2020年7月、シアターKASSAI）
- 徒桜（2020年8月、ザ・ポケット）
- 三つ編みの結び目（2020年10月、シアターグリーン）
- 愛を探す怪物（2021年7月、キンケロ・シアター）
- あの子はあの日、あそこに座ってた。（2021年10月、日暮里d-倉庫）
- ジャンキー・チエの木人件（2022年11月、シアターグリーンBIG TREE THEATER）
- 権乱業火（2023年5月、ザ・ポケット）
- 夢の飛行船（2023年5月、あぐれあーぶる）
- 生きてるうちが華なのよ TAIAI（2023年11月、シアターグリーンBIG TREE THEATER）[21]

### その他コンテンツ
- Z/X -Zillions of enemy X-（2021年、カナ[22]）

## ディスコグラフィ

### キャラクターソング
| 発売日  | 商品名                                                        | 歌                                                         | 楽曲                                                                                      | 備考                                       |
| 2018年  | 2018年                                                        | 2018年                                                     | 2018年                                                                                    | 2018年                                     |
| ------- | ------------------------------------------------------------- | ---------------------------------------------------------- | ----------------------------------------------------------------------------------------- | ------------------------------------------ |
| 8月17日 | インコンプリートノーツ                                        | SPR5                                                       | 「インコンプリートノーツ」 「グッデイサンシャイン！」 「恋の魔法」                        | ゲーム『消滅都市2』関連曲                  |
| 2019年  |                                                               |                                                            |                                                                                           |                                            |
| 1月9日  | Supreme Revolution                                            | SPR5                                                       | 「ファイブ！サスペクツ！」 「アルキオネ」 「気持ちはWhite Xmas」 「幾千の星が輝く夜空で」 | ゲーム『消滅都市2』関連曲                  |
| 1月9日  | Supreme Revolution                                            | ナミ（岩井映美里）、レナ（大西亜玖璃）、ユア（園山ひかり） | 「キミの世界にまざりたい」                                                                | ゲーム『消滅都市2』関連曲                  |
| 1月9日  | Supreme Revolution                                            | ユア（園山ひかり）                                         | 「Welcome Wonder Land」                                                                   | ゲーム『消滅都市2』関連曲                  |
| 4月24日 | With Your Breath                                              | SPR5                                                       | 「With Your Breath」                                                                      | テレビアニメ『消滅都市』エンディングテーマ |
| 4月24日 | With Your Breath                                              | SPR5                                                       | 「夢の向こう側へ」                                                                        | ゲーム『AFTERLOST - 消滅都市』関連曲       |
| 2022年  |                                                               |                                                            |                                                                                           |                                            |
| 2月15日 | Make your "HAPPY"                                             | iDA                                                        | 「Make your wish come true」                                                              | 『Z/X -Zillions of enemy X-』関連曲        |
| 2023年  |                                                               |                                                            |                                                                                           |                                            |
| 2月25日 | Z/X -Zillions of enemy X- 10th Anniversary Album 「IGNITION」 | SHiFT、iDA                                                 | 「ゼクス アクティベート! -10th-（SHiFT＆iDAver）」                                        | 『Z/X -Zillions of enemy X-』関連曲        |
| 8月23日 | Z/X -Zillions of enemy X- iDOL SPECiAL SiTUATiON CD「MiRAGE」 | iDA                                                        | 「Shake me up」                                                                           | 『Z/X -Zillions of enemy X-』関連曲        |
| 8月23日 | Z/X -Zillions of enemy X- iDOL SPECiAL SiTUATiON CD「MiRAGE」 | カナ（園山ひかり）                                         | 「Shake me up」                                                                           | 『Z/X -Zillions of enemy X-』関連曲        |
| 2024年  |                                                               |                                                            |                                                                                           |                                            |
| 7月17日 | Z/X -Zillions of enemy X- LiNK iDOL Album 「ASCENSiON」       | カナ（園山ひかり）                                         | 「雪絆」                                                                                  | 『Z/X -Zillions of enemy X-』関連曲        |

### ユニットメンバー
1. 1 2 3  ホムラ（社本悠）、ナミ（岩井映美里）、ハルカ（直田姫奈）、レナ（大西亜玖璃）、ユア（園山ひかり）
2. 1 2 3  カナ（園山ひかり）、アラネ（汐入あすか）、エンジュ（七海こころ）
3. ↑  プリズム（春村奈々）、ニュー（中澤ミナ）、ミーリィ（和泉風花）、アグリィ（星谷美緒）、ペクティリス（会沢紗弥）